# Simona Amânar
Simona Amânar (Konstanca, 1979. október 7. –) többszörös olimpiai, világ- és Európa-bajnok román tornász. Az ő nevét viseli egy ugrás a Nemzetközi Torna Szövetség pontozási rendszerében. Pályafutása során kétszer szerepelt a nyári olimpiai játékokon, ötször világ- és négyszer Európa-bajnokságon, ahol összesen huszonkilenc érmet szerzett, ezáltal jelenleg is (2017) ő a legtöbb nemzetközi érmet megszerző román tornász.
A huszonkilenc éremből tizenöt arany (három olimpiai, hat világbajnoki, hat Európa-bajnoki), nyolc ezüst (egy olimpiai, négy világbajnoki, három Európa-bajnoki) és hat bronz (három olimpiai, három Európa-bajnoki).
1995-ben felkerült a Nemzetközi Torna Szövetség Világszínvonalú tornászok listájára.

## Életpályája
Simona Amânar 1979. október 7-én Konstancán született Vasile és Sofia Amânar gyermekeként. Egy Andrei nevű öccse van.
Ötévesen kezdett tornázni a konstancai 1-es számú Iskolai Sportklubban (Clubul Sportiv Scolar nr. 1). Később igazolt a Farul Constanța Sportklubhoz (Clubul Sportiv Farul Constanța), ahol Ileana Mihail, Mirela Szemerjai, Nicolae Forminte és Mircea Frum voltak az edzői. Románia nemzeti válogatottjába kerülve Octavian Bellu, Mariana Bitang, Nicolae Forminte és Toma Ponoran készítették fel.
Példaképei Daniela Silivaș és Shannon Miller voltak.

### Juniorként
Országos szinten kilenc, nemzetközi versenyen pedig 13 éves korában indult először. Ez utóbbi az 1992. évi Junior Európa-bajnokság volt Arezzóban, ahol aranyérmet szerzett a csapattal.
Az 1993-as Román Bajnokságon ugrásban második, talajon harmadik, egyéni összetettben pedig ötödik helyezett volt.

### Felnőttként

#### Országos eredmények
Első felnőtt országos bajnokságán 1995-ben egyéni összetettben második helyen végzett. Első országos bajnoki címét egyéni összetettben 1997-ben szerezte meg, ugyanekkor ugrásban is bajnok lett, gerendán ezüst, felemás korláton pedig bronzérmet nyert.
1998-ban és 2000-ben is ő volt az országos bajnok egyéni összetettben. 1998-ban ugrásban, felemás korláton és talajon is bajnoki címet szerzett. 1999-ben talajon volt bajnok.

#### Nemzetközi eredmények
Románia Nemzetközi Bajnokságán 1996-ban egyéni összetettben, ugrásban és talajon lett bajnok.
1994-ben az Egyesült Államok–Románia kétoldalú versenyen egyéni összetettben hetedik helyen végzett. 1995-ben a Németország–Románia kétoldalú versenyen harmadik, 1997-ben pedig első helyezett volt. Szintén 1997-ben a Spanyolország–Románia kétoldalú versenyen második, az Olaszország–Románia–Ukrajna-találkozón első helyezett volt. Ugyancsak első helyezést ért az 1999-ben megrendezett Románia–Spanyolország–Németország-, a Románia–Olaszország–Bulgária-, a Hollandia–Románia- és a Spanyolország–Románia-találkozókon is.
Az Arthur Gander Memorialon 1997-ben az első, 1999-ben a második helyen végzett.
A japán Chunichi Kupán 1997-ben második, 1998-ban hatodik, 1999-ben ismét második és 2000-ben első helyen végzett.
Az 1998-as Szabae-i Világkupán ugrásban és talajon győzött.

##### Európa-bajnokság
Pályafutása során négy Európa-bajnokságon szerepelt. 1994-ben Stockholmban aranyérmet nyert a csapattal. 1996-ban Birminghamben aranyérmes volt ugrásban, felemás korláton és a csapattal, negyedik helyezett egyéni összetettben, ötödik gerendán és hetedik talajon.
1998-ban Szentpéterváron egy aranyat nyert a csapattal, két ezüstöt egyéni összetettben és ugrásban, valamint két bronzot talajon és gerendán. 2000-ben Párizsban aranyat szerzett ugrásban, ezüstöt gerendán és bronzot a csapattal, ötödik helyen végzett talajon és nyolcadik lett egyéni összetettben.

##### Világbajnokság
1994–1999 között öt világbajnokságon vett részt.
1994-ben a dortmundi, 1995-ben a Szabae-i, 1997-ben Lausanne-i és 1999-ben a tiencsini világbajnokságokon szerzett aranyérmet csapatban. Az 1995-ös a Szabae-i világbajnokságon ugyanakkor egyéniben is megszerezte első világbajnoki címét ugrásban nyerve meg az aranyérmet. Az 1997-es Lausanne-i világbajnokságon szintén ugrásban szerzett aranyérmet. Szabae-ben további eredményei egy negyedik helyezés egyéni összetettben és egy hatodik talajon. San Juanban 1996-ban egy ezüstérmet szerzett ugrásban. Lausanne-ban a két aranyon kívül még egy ezüstérmet is szerzett egyéni összetettben. Tiencsinben a csapattal szerzett aranyérem mellett még két ezüstöt is elnyert talajon és ugrásban, továbbá tizennegyedik helyen végzett egyéni összetettben.

##### Olimpiai játékok
Az olimpiai játékokon két alkalommal vett részt. Először az 1996. évi nyári olimpiai játékokon Atlantában, ahol ugrásban arany-, talajon ezüst-, egyéni összetettben és csapatban egy-egy bronzérmet nyert, felemás korláton ötödik helyen végzett. A 2000. évi nyári olimpiai játékokon Sydneyben egyéni összetettben és csapatban arany-, míg talajon bronzérmes volt, ugrásban pedig hatodik helyezett lett.

### Visszavonulása után
A versenyzéstől való visszavonulása után a Temesvári Nyugati Tudományegyetemen tanított, továbbá a Román Tornaszövetség alelnöke is volt.
2002-ben kötött házasságot Cosmin Tabara jogásszal, azóta három gyerekük született: Alexandru Iosif, Ștefania Teodora és Tudor.

## Díjak, kitüntetések
A Román Torna Szövetség 1992-ben, 1994-ben és 1995-ben választotta be az év tíz legjobb női sportolója közé, 1996-ban pedig Gina Gogeannal megosztva volt az év legjobb női sportolója.
1994-ben Kiváló Sportolói címmel tüntették ki.
1995-ben felkerült a Nemzetközi Torna Szövetség Világszínvonalú tornászok listájára.
Szülővárosában, Konstancán 1995-ben, Déván 1999-ben, Temesváron pedig 2003-ban avatták díszpolgárrá.
2000-ben a Hűséges Szolgálat Érdemrenddel, 2008-ban pedig a Sport Érdemrend I. osztályával tüntették ki.
2007-ben bekerült az International Gymnastics Hall of Fame-be.